# Wiereciejka (rejon dokszycki)
Wiereciejka (biał. Верацейка; ros. Веретейка) – wieś na Białorusi, w obwodzie witebskim, w rejonie dokszyckim, w sielsowiecie Krypule.

## Historia
W czasach zaborów w granicach Imperium Rosyjskiego.
W dwudziestoleciu międzywojennym ówczesny zaścianek leżał w Polsce, w województwie wileńskim, w powiecie dziśnieńskim, do 11 kwietnia 1929 w gminie Dokszyce, następnie w gminie Hołubicze.
Według Powszechnego Spisu Ludności z 1921 roku zamieszkiwało tu 247 osób, 4 było wyznania rzymskokatolickiego a 243 prawosławnego. Jednocześnie 17 mieszkańców zadeklarowało polską przynależność narodową a 230 białoruska. Były tu 42 budynki mieszkalne. W 1931 w 52 domach zamieszkiwało 285 osób.
Miejscowość należała do parafii rzymskokatolickiej w Dokszycach i prawosławnej w Hnieździłowie. Podlegała pod Sąd Grodzki w Dokszycach i Okręgowy w Wilnie; właściwy urząd pocztowy mieścił się w Dokszycach.
W 1925 we wsi umiejscowiono strażnicę KOP „Wiereciejka”. W 1932 roku obsada strażnicy zakwaterowana była w budynku KOP.. Strażnica funkcjonowała do czasu agresji Związku Radzieckiego na Polskę.